# Gemeinde Sveti Andraž v Slovenskih goricah

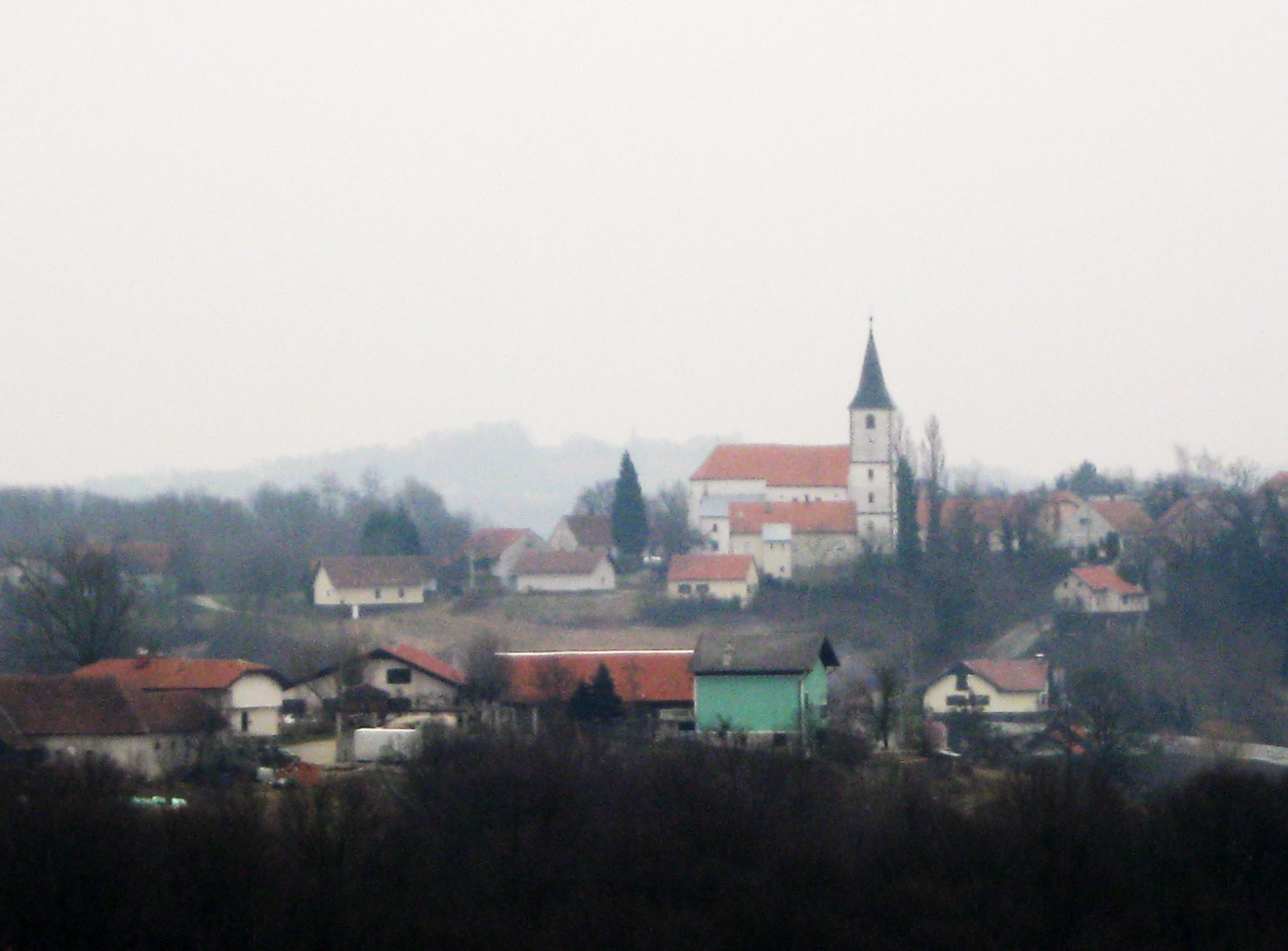
Vitomarci, Hauptort von Sveti Andraž

Sveti Andraž v Slovenskih goricah (deutsch: Sankt Andrä in den Windischen Büheln) ist eine Gemeinde in Slowenien in der historischen Region Spodnja Štajerska (Untersteiermark), die heute zur statistischen Region Podravska zählt.

## Geographie

### Lage
Der Hauptort Vitomarci liegt auf 293 Metern Höhe östlich von Maribor.

### Gemeindegliederung
Die Gemeinde umfasst sieben Ortschaften. Die deutschen Exonyme in den Klammern stammen aus der Mitte des 19. Jahrhunderts und werden heutzutage nicht mehr verwendet:
- Drbetinci (Trebetnitz)
- Gibina
- Hvaletinci (Hlavetinzen)
- Novinci (Smolinzen)
- Rjavci (Arjafzen)
- Slavšina (Slavsina)
- Vitomarci (Wittmannsdorf)

### Nachbargemeinden
| Sveta Trojica v Slovenskih goricah | Cerkvenjak                                  |                         |
| Trnovska vas                       | Kompassrose, die auf Nachbargemeinden zeigt | Sveti Jurij ob Ščavnici |
| Destrnik                           | Juršinci                                    |                         |